# 遊園地前車站
遊園地前驛（遊園地前車站），是一座位於臺灣臺中市烏日區已廢除的臺中線鐵路車站。

## 利用狀況
- 1942年後廢除。

## 車站週邊
- 大肚山高爾夫球場（已拆除，位於車站北方，今成功嶺一帶）

## 歷史
- 1934年12月1日：設立「遊園地前驛」，僅停靠汽油客車
- 1942年：因太平洋戰爭時汽油短缺，汽油客車停駛。